# Río Grande (Carrasco)
Río Grande es una localidad Boliviana, ubicada en el municipio de Pojo de la provincia de Carrasco en el departamento de Cochabamba. En 2012 tenía una población estimada de 389.

## Geografía
En cuanto a distancia, se encuentra a 242 km de la ciudad de Cochabamba, la capital departamental.

## Demografía
Según el último censo de 2012 realizado por el Instituto Nacional de Estadística de Bolivia (INE), la localidad cuenta con una población de 2123 habitantes.
| Año  | Población | Fuente                  |
| ---- | --------- | ----------------------- |
| 1992 | 117       | Censo boliviano de 1992 |
| 2001 | 200       | Censo boliviano de 2001 |
| 2012 | 389       | Censo boliviano de 2012 |